# موسيقى مزراحي
تشير الموسيقى المزراحية ((بالعبرية: מוזיקה מזרחית‏) muzika mizrahit، النطق العبري: [muzika mizraˈχit]، "الموسيقى الشرقية") إلى نوع موسيقي في إسرائيل يجمع بين عناصر من العالم العربي وشمال أفريقيا وأوروبا. ويؤديها في الغالب إسرائيليون من أصل يهودي مزراحي. عادة ما تغنى باللغة العبرية الحديثة، أو العبرية الأدبية.